# 抛瓦行为
抛瓦行为译名未确定（powergaming （页面存档备份，存于））是一种玩家在游戏（或者类似游戏的系统中）中高度目的化的行为风格（尤指在电子游戏、桌游和角色扮演游戏中）。其他玩家很可能会被维吉尔型玩家译名未确定（powergamer）破坏掉原本的游戏体验。维吉尔行为过分地专注于在规则中咬文嚼字，而不考虑到制定规则的目的是为了让玩家之间有更好的游戏体验。
这是一个广泛的称呼，在游戏当中追求任何极限的行为都可以成为抛瓦行为，而执行该行为的玩家称之为维吉尔型玩家。某种意义上维吉尔型玩家可以比“普通玩家”体验到更多的不同。

## 描述：
抛瓦行为在游戏当中有多种表现形式，其共性是不顾一切达成某种目的。其中一种典型例子是寻找在游戏世界创造出完美的游戏角色以此达成获得游戏中的极致的力量。对极其渴望的事物或者“抛瓦”的特质的投入巨大的精力，同时不怎么关心不感兴趣或者无用的事。这些玩家经常会被批评出戏或者让其他玩家难以挑战。另外一种抛瓦行为是指玩家为了在游戏中变强，往往依托于强力的装备或者“特殊能力”，破坏了其他重于交互、分数的玩家游戏体验。另外munchkin也被视为是一种维吉尔型玩家，他们和大多数的维吉尔型玩家不同，他们通过牺牲自己队友的游玩体验或者掠夺以获得力量。